# Julius Manger
Heinrich Gustav Julius Manger (* 9. Dezember 1802 in Potsdam; † 1874) war ein deutscher Architekt und Hochschullehrer.

## Leben und Wirken
Julius Manger war der Sohn des Potsdamer Regierungsbaurats Heinrich Konrad Manger und der Enkel des Oberhofbaurats, Garteninspektors und Pomologen Heinrich Ludwig Manger, des Erbauers des Neuen Palais in Potsdam. 1815 kam er nach Liegnitz, wohin sein Vater als Regierungsrat versetzt worden war. Dort besuchte er das Gymnasium und anschließend bis 1820 die königliche Ritterakademie. Nach Vorbereitungen in Berlin an der Bauakademie und in Privatvorlesungen machte er 1821 die Feldmesserprüfung und war danach bei der Regierung in Liegnitz angestellt, wo er für Chaussee- und Brückenbau zuständig war. 1824 wurde er zum Vermessungsrevisor befördert und ging nach Schweidnitz. Es schloss sich ein Studium an der Bauakademie in Berlin an.
Im Herbst 1828 ging er nach Breslau, wohin sein Vater versetzt worden war, und betreute dort mehrere Bauvorhaben. Im Herbst 1831 ging er nach Berlin zurück, um sein Baumeisterexamen abzulegen. Bis zum Herbst 1838 wurden ihm die Bauleitung für das Oberpostamtsgebäude in Breslau sowie für Chaussee- und Straßenbauten übertragen. Auch  mehrere Schloss- und andere Privatbauten führte er aus und arbeitete längere Zeit als Assistent der Regierungsbauräte in Breslau. Ab September 1838 lehrte er interimistisch an der königlichen Kunst-, Bau- und Handwerksschule in Breslau, wofür ihm ausnahmsweise die Führung des Titels Bauinspektor genehmigt wurde. Ab 1838 arbeitete er bis 1846 für die Oberschlesische Eisenbahn.
1846 wurde er erst kommissarischer und später fest angestellter Bauinspektor in Potsdam für den Spandauer Landkreis, bis er 1849 zur Ministerialbaukommission kam.  1845/46 vollendete er den Neubau des Turms der Marienkirche in Bernau, 1847 errichtete er die Marienkapelle in Spandau und von 1848 bis 1850 hatte er die Bauleitung bei der von August Stüler entworfenen Neuen Kirche in Charlottenburg.
Von 1850 bis 1853 lehrte er als Dozent  und von 1853 bis 1874 als Professor für Baukonstruktionslehre am Gewerbeinstitut (ab 1866 Gewerbeakademie) zu Berlin. Von 1855 bis 1859 lehrte er auch das Fach Entwerfen von Gebäuden an der Bauakademie.  Er war Mitglied des Architektenvereins seit 1827.

## Publikation
- Die Kirche in Lützow bei Charlottenburg. In: Zeitschrift für Bauwesen. Nr. 1, 1852, Sp. 7–15 (zlb.de – Atlas: Blatt 4 und 5).
- Hülfsbuch zur Anfertigung von Bau-Anschlägen und Feststellung von Bau-Rechnungen. Ernst & Korn, Berlin 1853; Google-Buch
- Portland-Cemente, einige Erfahrungen über deren Verarbeitung und Anwendung. Ernst & Korn, Berlin, 1859; Google-Buch